# Nāḩiyat ad Dīmās
Nāḩiyat ad Dīmās (arabiska: ناحية الديماس) är ett subdistrikt i Syrien.   Det ligger i provinsen Rif Dimashq, i den sydvästra delen av landet, 30 km nordväst om huvudstaden Damaskus.
Omgivningarna runt Nāḩiyat ad Dīmās är i huvudsak ett öppet busklandskap. Runt Nāḩiyat ad Dīmās är det ganska tätbefolkat, med 75 invånare per kvadratkilometer.